# SMS Friedrich der Große (1911)
SMS Friedrich der Große (Friedrich Đại Đế) là chiếc thứ hai trong lớp thiết giáp hạm Kaiser của Hải quân Đế quốc Đức trong giai đoạn Chiến tranh Thế giới thứ nhất. Friedrich der Große (còn có thể viết là Friedrich der Grosse) được đặt lườn vào ngày 26 tháng 1 năm 1910 tại xưởng tàu của hãng AG Vulcan ở Hamburg, được hạ thủy vào ngày 10 tháng 6 năm 1911 và được đưa ra hoạt động cùng hạm đội vào ngày 15 tháng 10 năm 1912. Con tàu được trang bị mười khẩu pháo 30,5 xentimét (12,0 in) được bố trí trên năm tháp pháo nòng đôi, và đạt được tốc độ tối đa 23,4 hải lý trên giờ (43,3 km/h; 26,9 mph). Friedrich der Große được phân về Hải đội Chiến trận 3 của Hạm đội Biển khơi Đức trong hầu hết thời gian của Thế Chiến I, và đã phục vụ như là soái hạm của hạm đội từ khi đưa vào hoạt động cho đến năm 1917.
Cùng với các tàu chị em cùng lớp Kaiser, Kaiserin, König Albert và Prinzregent Luitpold, Friedrich der Große đã tham gia hầu hết các hoạt động hạm đội chủ yếu trong Thế Chiến I, bao gồm trận Jutland vào ngày 31 tháng 5-1 tháng 6 năm 1916. Được bố trí về phía giữa hàng chiến trận Đức, nó không đối đầu mạnh mẽ với đối phương so với những chiếc dẫn đầu như các thiết giáp hạm König và Großer Kurfürst cũng như các tàu chiến-tuần dương thuộc Đội Tuần tiễu 1. Friedrich der Große thoát ra khỏi trận chiến mà không bị hư hại. Đến năm 1917, thiết giáp hạm mới Baden thay thế cho Friedrich der Große trong vai trò soái hạm của Hạm đội.
Sau khi Đức thua trận trong chiến tranh buộc phải ký Thỏa thuận Ngừng bắn vào tháng 11 năm 1918, Friedrich der Große cùng với hầu hết Hạm đội Biển khơi bị lưu giữ tại căn cứ Hải quân Anh ở Scapa Flow. Các con tàu bị giải giới, thủy thủ đoàn được rút gọn ở vai trò bảo trì trong khi quá trình thương lượng hòa bình diễn ra để đưa đến Hiệp ước Versailles. Vào ngày 21 tháng 6 năm 1919, tư lệnh của hạm đội bị cầm giữ, Chuẩn Đô đốc Ludwig von Reuter, ra lệnh đánh đắm hạm đội nhằm đảm bảo người Anh không thể chiếm các con tàu. Xác tàu đắm của Friedrich der Große cuối cùng được cho trục vớt lên vào năm 1936 và được tháo dỡ. Chiếc chuông của nó được hoàn trả về Đức vào năm 1965 và hiện đang được giữ tại Bộ chỉ huy Hạm đội ở Glücksburg.

## Thiết kế và chế tạo

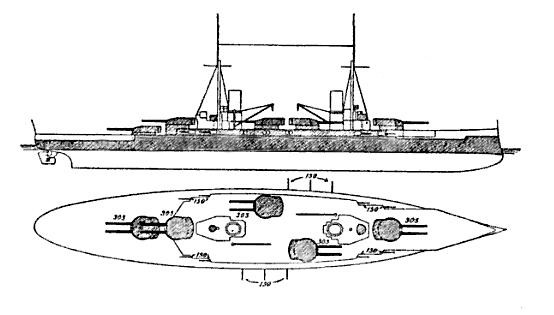
Sơ đồ mô tả lớp Kaiser, vùng màu xám là khu vực của con tàu được bảo vệ bằng vỏ giáp

Được đặt hàng dưới cái tên trong hợp đồng Ersatz Heimdall như là sự thay thế cho chiếc hải phòng hạm Heimdall đã lạc hậu, Friedrich der Große được đặt lườn tại xưởng tàu của hãng AG Vulcan ở Hamburg vào ngày 26 tháng 1 năm 1910. Nó được hạ thủy vào ngày 10 tháng 6 năm 1911, trong một buổi lễ mà Công chúa Alexandra Victoria đã đỡ đầu cho con tàu và Thống chế Colmar Freiherr von der Goltz đọc bài diễn văn chính. Sau đó nó được chuyển đến Wilhelmshaven và được đưa ra hoạt động cùng hạm đội vào ngày 15 tháng 10 năm 1912; được tiếp nối bằng các cuộc thực tập tại biển Baltic. sau đó đi đến Kiel cho các hoạt động trang bị sau cùng, và đến ngày 22 tháng 1 năm 1913 nó sẵn sàng để hoạt động thường trực. Con tàu đã làm tiêu tốn một chi phí 45.802.000 Mác vàng của Chính phủ Đức.
Con tàu có chiều dài chung 172,4 m (566 ft) và trọng lượng choán nước tối đa 27.000 tấn (27.000 tấn Anh; 30.000 tấn Mỹ); mạn thuyền rộng 29 m (95 ft), độ sâu của mớn nước trước mũi là 9,1 m (30 ft) và sau đuôi là 8,8 m (29 ft). Friedrich der Große được dẫn động bởi ba bộ turbine AEG Curtis, được cung cấp hơi nước từ 16 nồi hơi đốt than, cho phép đạt được một tốc độ tối đa 22,4 hải lý trên giờ (41,5 km/h; 25,8 mph) khi chạy thử máy. Nó mang theo 3.600 tấn (3.500 tấn Anh; 4.000 tấn Mỹ) than, cho phép có được tầm hoạt động tối đa 7.900 hải lý (14.600 km; 9.100 mi) ở tốc độ đường trường 12 kn (22 km/h; 14 mph). Friedrich der Große được bảo vệ bằng vỏ giáp Krupp mạnh; đai giáp chính dày 350 mm (14 in) phía giữa tàu và tháp chỉ huy có mặt hông dày 400 mm (16 in). Các tháp pháo có mặt hông dày 300 mm (12 in). Giống như những chiếc cùng lớp, Friedrich der Große mang theo lưới chống ngư lôi cho đến sau trận Jutland vào năm 1916.
Friedrich der Große được trang bị dàn pháo chính gồm mười khẩu pháo SK 30,5 cm (12,0 in) L/50 đặt trên năm tháp pháo nòng đôi. Con tàu từ bỏ cách sắp xếp dàn pháo chính hình lục giác không hiệu quả trên các lớp thiết giáp hạm Đức trước đây; thay vào đó, ba trong số năm tháp pháo được bố trí trên trục giữa con tàu, với hai chiếc sắp xếp bắn thượng tầng phía đuôi. Hai tháp pháo còn lại được đặt lệch hình thang giữa tàu, có thể bắn qua mạn. Con tàu còn được trang bị mười bốn khẩu pháo SK 15 cm (5,9 in) L/45 trong các tháp pháo ụ giữa tàu, tám khẩu 8,8 cm (3,5 in) SK L/45 trong các tháp pháo ụ nhưng được tháo dỡ trong chiến tranh và thay thế bằng bốn khẩu 8,8 cm L/45 phòng không. Ngoài ra còn có năm ống phóng ngư lôi 50 cm (20 in), tất cả đều được bố trí trong lườn tàu.

## Lịch sử hoạt động

### Trước chiến tranh
Sau khi đưa ra hoạt động vào tháng 1 năm 1913, tiến hành các cuộc chạy thử máy ngoài biển trước khi được đặt làm soái hạm của Hạm đội Biển khơi Đức vào ngày 2 tháng 3, thay thế cho chiếc Deutschland. Con tàu đã tham gia lượt cơ động hạm đội đầu tiên của nó vào tháng 2 năm 1913, được tiến hành tại Kattegat và Bắc Hải, rồi một lượt thực tập khác từ ngày 12 đến ngày 14 tháng 3. Chiếc thiết giáp hạm đi vào ụ tàu để bảo trì định kỳ trong tháng 4, rồi sẵn sàng để huấn luyện tác xạ vào cuối tháng đó. Một cuộc cơ động hạm đội rộng rãi khác được tiến hành tại Bắc Hải trong các ngày 5 đến 27 tháng 5. Là con tàu mới nhất của Hải quân Đức, Friedrich der Große được gửi đến tham gia lễ hội Tuần lễ Kiel trong tháng 6. Tại đây, nó được Vua Ý Victor Emmanuel III và Hoàng hậu Elena viếng thăm. Đến giữa tháng 7, hạm đội thực hiện chuyến mùa Hè hàng năm đến Na Uy, vốn kéo dài cho đến giữa tháng 8; trong chuyến đi, Friedrich der Große đã ghé thăm Balholmen, Na Uy. Cuộc cơ động mùa Thu được tiếp nối sau khi hạm đội quay trở về, kéo dài từ ngày 31 tháng 8 đến ngày 9 tháng 9. Các cuộc thực tập đơn vị và huấn luyện riêng lẻ được thực hiện trong tháng 10 và tháng 11.
Vào đầu năm 1914, Friedrich der Große tham gia các đợt huấn luyện đơn vị và riêng lẻ khác. Cuộc cơ động mùa Xuân hàng năm được tiến hành tại Bắc Hải vào cuối tháng 3; tiếp nối bằng các đợt thực tập hạm đội trong tháng 4 và tháng 5 tại biển Baltic và Bắc Hải. Con tàu cũng tham gia Tuần lễ Kiel trong năm đó. Bất chấp sự căng thẳng quốc tế đang gia tăng sau vụ ám sát Franz Ferdinand của Áo vào ngày 28 tháng 6 năm 1914, Hạm đội Biển khơi Đức vẫn bắt đầu chuyến đi mùa Hè hàng năm đến Na Uy vào ngày 13 tháng 7. Trong chuyến đi thời bình cuối cùng của Hạm đội Đế chế, hạm đội tiến hành các cuộc thực hành ngoài khơi Skagen trước khi tiến vào các vũng biển Na Uy vào ngày 25 tháng 7. Ngày hôm sau hạm đội bắt đầu quay trở về Đức, do hậu quả của Tối hậu thư tháng 7 mà Đế quốc Áo-Hung đưa ra đối với Serbia. Vào ngày 27 tháng 7, toàn hạm đội tập trung ngoài khơi mũi Skadenes trước khi quay về cảng, nơi chúng ở trong tình trạng sẵn sàng cao độ. Chiến tranh giữa Áo-Hung và Serbia nổ ra vào ngày 28 tháng 7, và chỉ trong vòng một tuần lễ, mọi cường quốc tại châu Âu đều đã tham gia cuộc xung đột.

### Mở màn Chiến tranh Thế giới thứ nhất
Hạm đội Biển khơi, bao gồm Friedrich der Große, thực hiện một số cuộc càn quét và xuất quân vào Bắc Hải. Lượt đầu tiên diễn ra vào ngày 2-3 tháng 11 năm 1914, cho dù không bắt gặp lực lượng Anh nào. Đô đốc Friedrich von Ingenohl, Tư lệnh Hạm đội Biển khơi, áp dụng một chiến lược trong đó các tàu chiến-tuần dương thuộc Đội Tuần tiễu 1 dưới quyền Chuẩn Đô đốc Franz von Hipper sẽ bắn phá các thị trấn dọc theo bờ biển Anh nhằm thu hút một phần lực lượng của Hạm đội Grand Anh Quốc ra xa, nơi chúng sẽ bị Hạm đội Biển khơi tiêu diệt. Cuộc bắn phá Scarborough, Hartlepool và Whitby vào ngày 15–16 tháng 12 là hoạt động đầu tiên như thế. Vào chiều tối ngày 15 tháng 12, hạm đội chiến trận Đức với khoảng 12 thiết giáp hạm dreadnought, trong đó có Friedrich der Große và bốn tàu chị em với nó, cùng 8 thiết giáp hạm tiền-dreadnought, đã tiếp cận ở khoảng cách 10 nmi (19 km; 12 mi) với một hải đội Anh biệt lập bao gồm sáu thiết giáp hạm. Tuy nhiên, các cuộc đụng độ lẻ tẻ giữa lực lượng tàu khu trục hộ tống của hai bên trong bóng tối đã khiến Đô đốc von Ingenohl tin rằng ông đang phải đối đầu với toàn bộ Hạm đội Grand. Tuân theo chỉ thị của Kaiser Wilhelm II tránh không được mạo hiểm hạm đội một cách không cần thiết, von Ingenohl ra lệnh tách ra khỏi trận chiến và quay mũi hạm đội đội chiến trận trở về Đức.
Sau khi chiếc Blücher bị mất trong Trận Dogger Bank vào tháng 1 năm 1915, Kaiser cách chức Đô đốc von Ingenohl vào ngày 2 tháng 2, được Đô đốc Hugo von Pohl thay thế trong vai trò tư lệnh hạm đội. Von Pohl tiến hành một loạt các cuộc tiến quân hạm đội trong năm 1915 có sự tham gia của Friedrich der Große; chuyến đầu tiên là vào ngày 29–30 tháng 3, khi hạm đội tiến lên phía Bắc Terschelling và quay về mà không gặp sự cố gì. Một cuộc xuất quân khác được tiếp nối vào ngày 17-18 tháng 4, khi Friedrich der Große và phần còn lại của hạm đội hỗ trợ cho một hoạt động rải mìn của Đội Tuần tiễu 2. Ba ngày sau, vào ngày 21-22 tháng 4, Hạm đội Biển khơi tiến về hướng Dogger Bank, nhưng đã không bắt gặp lực lượng Anh nào.
Đội Tuần tiễu 2 thực hiện một chiến dịch rải mìn khác vào ngày 17-18 tháng 5, và Friedrich der Große cùng phần còn lại của hạm đội đã xuất quân để hỗ trợ. Không đầy hai tuần sau, vào ngày 29-30 tháng 5, hạm đội dự định tiến hành cuộc càn quét vào Bắc Hải, nhưng hoàn cảnh thời tiết khắc nghiệt đã buộc Đô đốc Pohl phải hủy bỏ chiến dịch khi chỉ còn cách 50 nmi (93 km; 58 mi) ngoài khơi Schiermonnikoog. Hạm đội đã ở lại căn cứ cho đến ngày 10 tháng 8, khi nó di chuyển đến phía Bắc Helgoland hỗ trợ cho chuyến quay về của chiếc tàu tuần dương phụ trợ Meteor. Một tháng sau, vào ngày 11-12 tháng 9, hạm đội hỗ trợ cho một hoạt động rải mìn khác ngoài khơi Swarte Bank. Hoạt động cuối cùng trong năm là vào ngày 23-24 tháng 10, khi hạm đội xuất quân về hướng Horns Reef mà không gặp sự kiện gì.
Ngày 11 tháng 1 năm 1916, Đô đốc Reinhard Scheer thay thế cho von Pohl, vốn mắc bệnh ung thư gan, trong nhiệm vụ tư lệnh hạm đội. Một tuần sau vào ngày 18 tháng 1, Scheer đặt cờ hiệu của mình trên chiếc Friedrich der Große. Ông đề xuất một chiến lược tích cực tấn công hơn nhằm đưa đến một cuộc đối đầu với Hạm đội Grand Anh Quốc; ông nhận được sự chuẩn thuận của Kaiser vào tháng 2. Chiến dịch đầu tiên của Scheer được thực hiện trong tháng tiếp theo, vào ngày 5-7 tháng 3, với một cuộc càn quét Hoofden không mang lại kết quả. Ngày 25-26 tháng 3, Đô đốc Scheer dự định tấn công lực lượng Anh vốn đã bắn phá Tondern, nhưng không tìm thấy đối thủ. Một đợt tiến quân khác đến Horns Reef được tiếp nối vào ngày 21-22 tháng 4.
Các tàu chiến-tuần dương thuộc Đội Tuần tiễu 1 dưới quyền Đô đốc Franz von Hipper đã tiến hành cuộc bắn phá Yarmouth và Lowestoft vào ngày 24-25 tháng 4, trong khi Friedrich der Große và phần còn lại của hạm đội sẵn sàng hỗ trợ từ xa. Tàu chiến-tuần dương Seydlitz bị hư hại do trúng phải thủy lôi trên đường đi đến mục tiêu trong chiến dịch này, và bị buộc phải rút lui. Các tàu chiến-tuần dương còn lại tiến hành bắn phá Lowestoft mà không bị kháng cự, nhưng đang khi trên đường đi đến Yarmouth, chúng đụng độ với các tàu tuần dương Anh thuộc Lực lượng Harwich. Một cuộc đấu pháo ngắn diễn ra trước khi Lực lượng Harwich rút lui; nhưng những báo cáo về hoạt động của tàu ngầm Anh tại khu vực đã buộc Đội Tuần tiễu 1 phải rút lui. Vào lúc này, Scheer nhận được cảnh báo rằng Hạm đội Grand đã lên đường từ căn cứ của chúng ở Scapa Flow, nên cũng đã rút lui về vùng biển Đức an toàn hơn.

### Trận Jutland

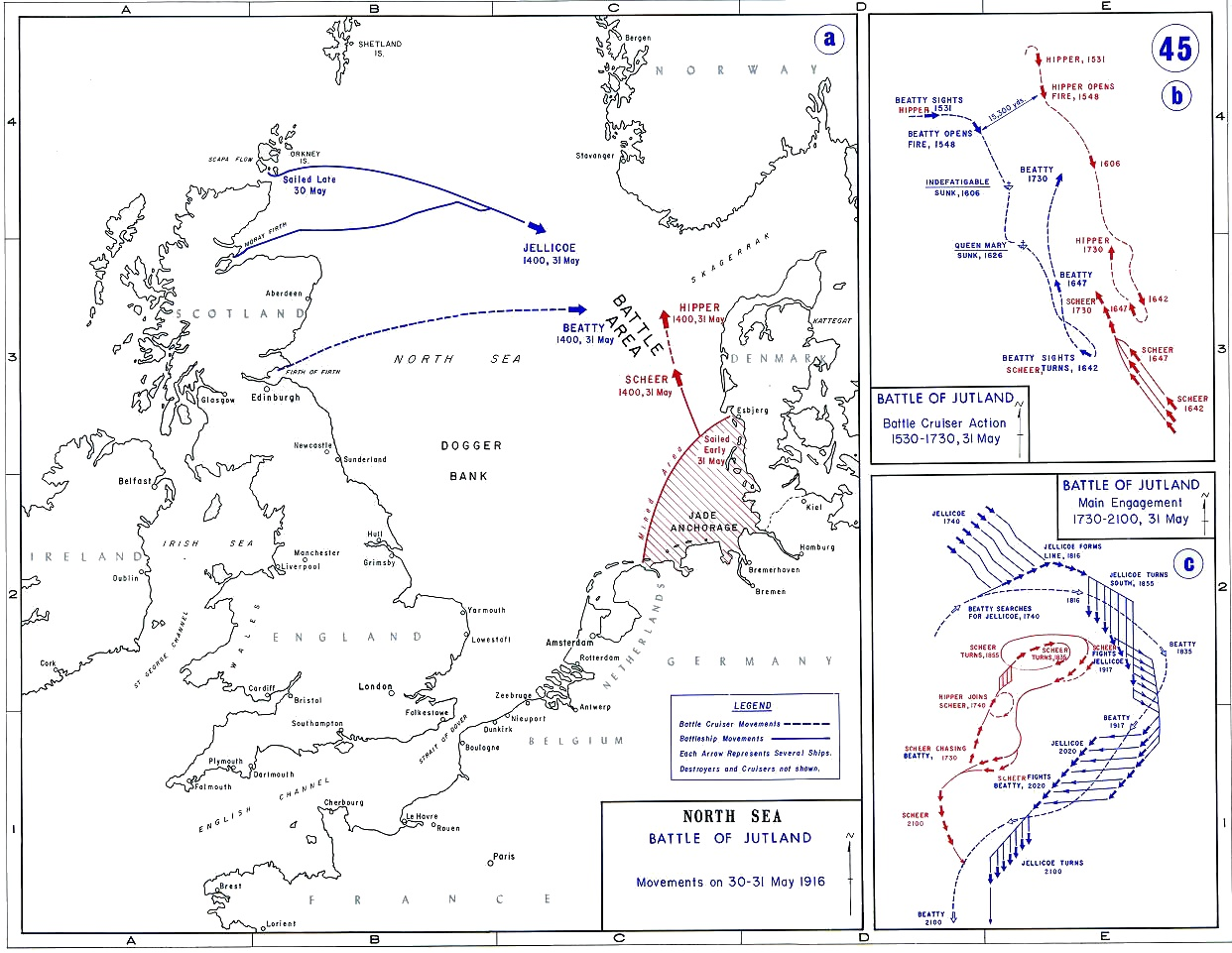
Bản đồ trình bày sự cơ động của hạm đội Anh (xanh) và Đức (đỏ) trong ngày 31 tháng 5–1 tháng 6 năm 1916.

Hầu như ngay sau cuộc bắn phá Lowestoft, Đô đốc Scheer bắt đầu vạch kế hoạch cho một chiến dịch khác tiến ra Bắc Hải. Ông thoạt tiên dự định tung ra chiến dịch vào giữa tháng 5, thời điểm mà hư hại của Seydlitz do thủy lôi được dự kiến sẽ được sửa chữa xong; Scheer không sẵn lòng tham gia một trận chiến quan trọng mà không có được toàn bộ sứ mạnh của lực lượng tàu chiến-tuần dương. Tuy nhiên vào ngày 9 tháng 5, nhiều thiết giáp hạm gặp phải những vấn đề về động cơ, khiến hoạt động phải được lùi lại thêm cho đến ngày 23 tháng 5. Không may là cho đến ngày 22 tháng 5, Seydlitz vẫn chưa được sửa chữa hoàn chỉnh, và chiến dịch một lần nữa lại phải trì hoãn cho đến ngày 29 tháng 5. Giữa trưa ngày 29 tháng 5, công việc sửa chữa Seydlitz cuối cùng cũng hoàn tất, và con tàu quay trở lại hoạt động cùng Đội Tuần tiễu 1. Kế hoạch trù định các tàu chiến-tuần dương của Hipper sẽ đi lên phía Bắc đến Skagerrak, với ý định thu hút một phần hạm đội Anh để chúng bị các thiết giáp hạm đang chờ đợi của Scheer tiêu diệt.
Friedrich der Große là chiếc thứ tám trong hàng chiến trận Đức; bốn chiếc lớp König thuộc Đội 5 của Hải đội Chiến trận 3 dẫn trước đội hình, được tiếp nối bởi bốn chiếc lớp Kaiser thuộc Đội 6. Friedrich der Große là chiếc đi cuối cùng trong đội của nó, ngay sau Prinzregent Luitpold và dẫn trước Ostfriesland, soái hạm của Đội 1 thuộc Hải đội Chiến trận 1 dưới quyền Phó Đô đốc Schmidt. Tám thiết giáp hạm thuộc các lớp Helgoland và Nassau hình thành nên Hải đội Chiến trận 1, được bọc hậu bởi sáu thiết giáp hạm-tiền dreadnought cũ thuộc Hải đội Chiến trận 2 dưới quyền Chuẩn Đô đốc Franz Mauve. Năm tàu chiến-tuần dương của Đô đốc Hipper rời Jadebusen lúc 02 giờ 00 giờ Trung Âu (CET), ngày 31 tháng 5; Đô đốc Scheer cùng với Hạm đội Biển khơi tiếp nối một giờ rưỡi sau đó.
Không lâu trước 16 giờ 00 giờ Trung Âu, các tàu chiến-tuần dương thuộc Đội Tuần tiễu 1 đối đầu với Hải đội Tàu chiến-Tuần dương 1 Anh Quốc dưới quyền chỉ huy của Đô đốc David Beatty. Các lực lượng đối địch bắt đầu một cuộc đấu pháo, vốn đã đưa đến việc phá hủy chiếc HMS Indefatigable không lâu sau 17 giờ 00, rồi đến lượt HMS Queen Mary không đầy nữa giờ sau đó. Vào lúc này, các tàu chiến-tuần dương Đức di chuyển về phía Nam nhằm thu hút các tàu chiến Anh về phía lực lượng chủ lực của Hạm đội Biển khơi. Đến 17 giờ 30, thiết giáp Đức dẫn đầu König nhìn thấy cả Đội Tuần tiễu 1 của Đức bên mạn phải và Hải đội Tàu chiến-tuần dương 1 của Anh bên mạn trái. Đến 17 giờ 45 phút, Scheer ra lệnh bẻ lái 2 point (22,5°) sang mạn trái để đưa các con tàu của ông đến gần hơn các tàu chiến-tuần dương Anh và những thiết giáp hạm nhanh thuộc Hải đội Chiến trận 5 tháp tùng, và một phút sau lệnh khai hỏa được đưa ra.
Friedrich der Große vẫn đang ngoài tầm bắn của cả các tàu chiến-tuần dương Anh lẫn Hải đội Chiến trận 5, nên thoạt tiên vẫn chưa khai hỏa. Từ 17 giờ 48 phút đến 17 giờ 52 phút, nó cùng mười thiết giáp hạm khác đối đầu với Hải đội Tuần dương nhẹ 2, nhưng chỉ có Nassau xoay xở bắn được một phát trúng đích vào lúc này. Không lâu sau đó, hàng chiến trận Đức cắt ngang các tàu khu trục Anh bị đánh bất động Nestor và Nomad. Friedrich der Große cùng ba tàu chị em với nó đã nhắm vào Nomad và đánh chìm nó một cách nhanh chóng; Nestor cũng bị các con tàu của Hải đội 1 kết liễu tương tự. Không lâu sau 19 giờ 00, một trận chiến lẫn lộn ác liệt diễn ra giữa hàng chiến trận Đức và các tàu tuần dương Anh; mà trung tâm là chiếc tàu tuần dương Đức Wiesbaden, vốn bị đánh hỏng bởi một quả đạn pháo từ tàu chiến-tuần dương Anh Invincible. Chuẩn Đô đốc Behncke trên chiếc König tìm cách cơ động Hải đội 3 để hộ tống chiếc tàu tuần dương bị đánh trúng; nhưng cùng lúc đó, các hải đội tuần dương nhẹ 3 và 4 của Anh cũng bắt đầu một đợt tấn công bằng ngư lôi vào hàng chiến trận Đức; và trong khi tiến đến cự ly đủ gần để phóng ngư lôi, chúng tấn công Wiesbaden bằng hỏa lực của dàn pháo chính. Tám thiết giáp hạm thuộc Hải đội 3 nhắm vào các tàu tuần dương Anh, nhưng việc chịu đựng hỏa lực pháo hạng nặng của thiết giáp hạm đối phương không đủ để đánh đuổi các tàu tuần dương Anh. Các tàu tuần dương bọc thép Defence, Warrior và Black Prince tham gia vào cuộc tấn công nhằm kết liễu Wiesbaden đã bị hư hại. Trong khi hầu hết thiết giáp hạm của Hải đội 3 tấn công các tàu tuần dương Anh, Friedrich der Große cùng Hải đội 1 đối đầu với thiết giáp hạm Warspite ở khoảng cách 9.600–12.500 yd (8.800–11.400 m), cho đến khi Warspite biến mất trong làn sương mù. Vào giai đoạn này, Warspite bị đánh trúng 13 quả đạn pháo hạng nặng, mặc dù không rõ xuất xứ của những phát đánh trúng.
Sau khi thành công trong việc rút ra khỏi cuộc đụng độ với lực lượng Anh, Scheer ra lệnh cho hạm đội lập thành đội hình di chuyển ban đêm, nhưng những trục trặc trong thông tin giữa Scheer trên chiếc và chiếc dẫn đầu đã gây ra sự trì hoãn. Hàng loạt các cú đổi hướng và cơ động lẫn lộn đã làm xáo trộn hạm đội và đảo ngược thứ tự hàng chiến trận, nhưng đến 23 giờ 30 phút, hạm đội cũng sắp xếp xong đội hình di chuyển ban đêm. Friedrich der Große giờ đây là chiếc thứ chín trong hàng chiến trận gồm 24 chiếc, do tám thiết giáp hạm thuộc Hải đội 1 dẫn đầu. Không lâu sau 01 giờ 00, tàu tuần dương Anh Black Prince tình cờ lọt vào giữa hàng chiến trận Đức; đèn pha trên chiếc Thüringen soi sáng mục tiêu, và Friedrich der Große, Thüringen, Nassau cùng Ostfriesland nả pháo trực diện vào chiếc tàu tuần dương bằng cả pháo chính và pháo hạng hai. Black Prince nổ tung và chìm chỉ trong vòng vài phút, mang theo xuống biển toàn bộ 857 thành viên thủy thủ đoàn.
Sau một loạt các cuộc đụng độ ban đêm giữa những thiết giáp hạm thuộc Hải đội 1 và các tàu khu trục Anh, Hạm đội Biển khơi Đức xuyên qua được các lực lượng hạng nhẹ Anh và về đến Horns Reef lúc 04 giờ 00 ngày 1 tháng 6. Hạm đội Đức đến được Wilhelmshaven vài giờ sau đó; nơi các thiết giáp hạm thuộc Hải đội 1 chiếm lấy các vị trí phòng thủ bên ngoài vũng biển, và Kaiser, Kaiserin, Prinzregent Luitpold cùng Kronprinz trực chiến bên ngoài các lối ra vào Wilhelmshaven. Phần còn lại của hạm đội đi vào cảng Wilhelmshaven, nơi Friedrich der Große cùng những chiếc còn có khả năng chiến đấu được tiếp than và tiếp đạn dược. Trong quá trình trận chiến, Friedrich der Große đã bắn 72 quả đạn pháo hạng nặng và 151 quả đạn pháo hạng hai; nó thoát ra khỏi trận chiến mà không bị hư hại gì.

### Các hoạt động tiếp theo
Ngày 18 tháng 8, Friedrich der Große tham gia cuộc phá thị trấn Sunderland. Đô đốc Scheer dự định lặp lại kế hoạch như vào ngày 31 tháng 5; hai chiếc tàu chiến-tuần dương còn hoạt động được của Đức Moltke và Von der Tann, được hỗ trợ bởi ba thiết giáp hạm dreadnought, sẽ bắn phá thị trấn ven biển Sunderland nhằm lôi kéo và tiêu diệt các tàu chiến-tuần dương của Beatty. Phần còn lại của hạm đội, với Scheer trên soái hạm Friedrich der Große, sẽ theo sau bảo vệ. Ông chuyển hướng lên phía Bắc sau một báo cáo sai lầm từ một khí cầu zeppelin về một đơn vị Anh trong khu vực. Vì vậy việc bắn phá đã không được tiến hành; và đến 14 giờ 35 phút, Scheer được cảnh báo về sự xuất hiện của Hạm đội Grand, nên đã quay mũi lực lượng của mình rút lui trở về các cảng Đức.
Một cuộc tiến quân hạm đội khác được tiếp nối vào ngày 18-20 tháng 10, nhưng nó kết thúc mà không bắt gặp đơn vị Anh nào. Đến ngày 1 tháng 12, Hạm đội Biển khơi được tái tổ chức: bốn chiếc lớp König tiếp tục ở lại Hải đội Chiến trận 3 cùng với thiết giáp hạm Bayern vừa mới đưa vào hoạt động, trong khi năm chiếc lớp Kaiser bao gồm Friedrich der Große được chuyển sang Hải đội Chiến trận 4 vừa mới được thành lập. Vào tháng 3 năm 1917, thiết giáp hạm mới Baden, được thiết kế như một soái hạm, được đưa ra hoạt động. Vào ngày 17 tháng 3, Scheer hạ cờ hiệu của mình khỏi chiếc Friedrich der Große để chuyển sang chiếc Baden. Vào ngày 4-5 tháng 7 năm 1917, thủy thủ trên chiếc tổ chức cuộc tuyệt thực phản đối chất lượng và số lượng khẩu phần ăn mà họ được cung cấp. Các sĩ quan trên tàu tỏ ra khoan dung, chiêu đãi họ một bữa ăn và đồng ý thành lập một Ủy ban quản lý (Menagekommission), cho phép thủy thủ có được tiếng nói trong việc chọn lựa và chuẩn bị khẩu phần ăn. Tuy nhiên, lại có thêm những vụ bất phục tùng trên các con tàu khác vào ngày 11 tháng 7, những người cầm đầu bị bắt giữ và tống giam. Max Reichpietsch, một thợ đốt lò trên chiếc Friedrich der Große, bị kết án tử hình và bị hành hình vào ngày 5 tháng 9 tại Köln.

### Chiến dịch Albion

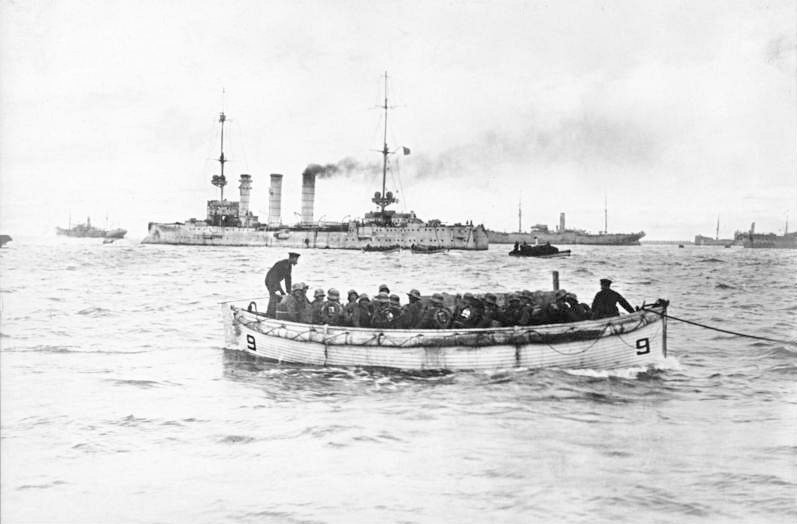
Lực lượng Đức đổ bộ tại Ösel

Vào đầu tháng 9 năm 1917, sau khi Đức chiếm được cảng Riga của Nga, Hải quân Đức quyết định xóa sổ lực lượng Hải quân Nga vốn còn đang trụ lại vịnh Riga. Nhằm mục đích này, Bộ Tổng Tư lệnh Hải quân (Admiralstab) vạch ra một chiến dịch nhằm chiếm đảo Ösel, đặc biệt nhắm vào các khẩu đội pháo Nga trên bán đảo Sworbe. Ngày 18 tháng 9, mệnh lệnh được đưa ra cho một chiến dịch phối hợp Lục-Hải quân nhằm chiếm các đảo Ösel và Moon; lực lượng hải quân tham gia chiến dịch được đưa về Đơn vị Đặc biệt, bao gồm soái hạm Moltke cùng các hải đội chiến trận 3 và 4 của Hạm đội Biển khơi. Cùng với chín tàu tuần dương hạng nhẹ, ba chi hạm đội tàu phóng ngư lôi cùng nhiều tàu rải mìn và tàu quét mìn, toàn bộ lực lượng bao gồm khoảng 300 tàu chiến, được sự hỗ trợ của trên 100 máy bay và sáu khí cầu zeppelin. Lực lượng tấn công gồm khoảng 24.600 sĩ quan và binh sĩ. Đối đầu với lực lượng Đức là các thiết giáp hạm tiền-dreadnought cũ của Nga Slava và Tsarevitch, các tàu tuần dương bọc thép Bayan, Admiral Makarov và Diana, 26 tàu khu trục, nhiều tàu phóng lôi và pháo hạm, cùng một lực lượng đồn trú tại Ösel với khoảng 14.000 người cùng các khẩu đội pháo phòng thủ duyên hải.
Chiến dịch bắt đầu vào ngày 12 tháng 10, khi Moltke cùng Hải đội Chiến trận 3 bắn phá các vị trí Nga trong vịnh Tagga. Cùng lúc đó, Friedrich der Große và phần còn lại của Hải đội Chiến trận 4 nổ súng vào các vị trí trên bán đảo Sworbe thuộc đảo Ösel. Các khẩu đội pháo bờ biển Nga tại cả hai khu vực này nhanh chóng bị dập tắt bởi hỏa lực pháo hạng nặng từ các tàu chiến. Sáng ngày 14 tháng 10, Friedrich der Große, Kaiserin và König Albert được cho tách ra để hỗ trợ lực lượng Đức đang tiến quân về phía Anseküll. Ba con tàu đã nổ súng vào khẩu đội tại Zerel trong vòng một giờ, khiến hầu hết các thành viên khẩu đội phải chạy khỏi vị trí của họ.
Đến ngày 20 tháng 10, cuộc chiến trên các hòn đảo đến hồi kết thúc; Moon, Ösel và Dagö lọt về tay quân Đức. Vào ngày hôm trước, Bộ Tổng Tư lệnh Hải quân Đức ra lệnh ngừng các hoạt động hải quân và rút các thiết giáp hạm trở về Hạm đội Biển khơi càng nhanh càng tốt. Ngày 27 tháng 10, Friedrich der Große được cho tách ra khỏi khu vực Baltic và quay trở lại Bắc Hải. Tại đây nó tiếp tục nhiệm vụ canh gác, và đã tham gia vào cuộc xuất quân đến Na Uy vào ngày 23-25 tháng 4 năm 1918 nhưng không mang lại kết quả. Sau đó nó đi vào ụ tàu cho một đợt bảo trì định kỳ, kéo dài từ ngày 26 tháng 7 đến ngày 28 tháng 9.

### Các hoạt động sau cùng
Friedrich der Große cùng với bốn con tàu chị em được dự định để tham gia hoạt động cuối cùng của hạm đội vào cuối tháng 10 năm 1918, nhiều ngày trước khi Hiệp định Đình chiến với Đức có hiệu lực. Phần lớn Hạm đội Biển khơi sẽ xuất phát từ căn cứ của chúng ở Wilhelmshaven để đối đầu với Hạm đội Grand của Anh; Reinhard Scheer, lúc này là Đại Đô đốc (Großadmiral) của Hạm đội, dự định gây tổn thất cho Hải quân Anh càng nhiều càng tốt nhằm duy trì một vị thế mặc cả tốt cho việc thương lượng hòa bình của Đức bất chấp tổn thất có thể phải chịu đựng. Tuy nhiên, nhiều người trong số những thủy thủ đã mệt mỏi vì chiến tranh cảm thấy chiến dịch này sẽ ngăn trở tiến trình hòa bình và kéo dài thời hạn chiến tranh. Sáng ngày 29 tháng 10 năm 1918, mệnh lệnh được đưa ra để chuẩn bị khởi hành từ Wilhelmshaven vào ngày hôm sau. Bắt đầu từ đêm 29 tháng 10, thủy thủ trên chiếc Thüringen, và sau đó trên nhiều thiết giáp hạm khác, làm binh biến. Vào ngày 30 tháng 10, thủy thủ trên chiếc Friedrich der Große tham gia dưới những hình thức phản kháng thụ động, tỏ ra "chậm chạp" trong khi chất dỡ than đốt lò cho con tàu. Sự bất ổn cuối cùng đã buộc Hipper và Scheer phải hủy bỏ chiến dịch. Được thông báo về tình hình, Kaiser phát biểu "Tôi không còn có một lực lượng Hải quân nữa".

### Số phận

Bản đồ vị trí các con tàu bị đánh đắm tại Scapa Flow. Friedrich der Große được đánh dấu với số 2

Sau khi Đức đầu hàng vào tháng 11 năm 1918, hầu hết tàu chiến của Hạm đội Biển khơi, kể cả Friedrich der Große, bị lưu giữ tại căn cứ hải quân Anh tại Scapa Flow, dưới quyền chỉ huy của Chuẩn Đô đốc Ludwig von Reuter. Trước khi Hạm đội Đức khởi hành, Đô đốc Adolf von Trotha khẳng định lại với von Reuter chỉ thị không được để cho phe Đồng Minh chiếm các con tàu trong bất kỳ tình huống nào. Hạm đội đã gặp gỡ tàu tuần dương hạng nhẹ Anh Cardiff, vốn đã dẫn đầu các con tàu Đức đi đến điểm gặp gỡ hạm đội Đồng Minh, một lực lượng khổng lồ bao gồm 370 tàu chiến của Anh, Mỹ và Pháp, vốn sẽ hộ tống hạm đội Đức đến Scapa Flow. Khi bị lưu giữ trong suốt thời gian diễn ra các cuộc đàm phán hòa bình, mà sau này cuối cùng sẽ dẫn đến Hiệp ước Versailles, các khẩu pháo của chúng bị bất hoạt bằng cách tháo bỏ khóa nòng, và con tàu được bảo trì bởi một thủy thủ đoàn tối thiểu gồm 200 sĩ quan và thủy thủ.
Một bản in của báo The Times cung cấp thông tin cho von Reuter rằng Thỏa thuận Ngừng bắn sẽ hết hiệu lực vào giữa trưa ngày 21 tháng 6 năm 1919, thời hạn cuối cùng mà Đức phải ký vào Hiệp định hòa bình. Đô đốc Von Reuter đưa đến kết luận người Anh sẽ tìm cách chiếm hữu các con tàu Đức sau khi Thỏa thuận Ngừng bắn hết hiệu lực. Không biết rằng thời hạn của thỏa thuận đã được triển hạn đến ngày 23 tháng 6, ông quyết định đánh đắm các con tàu của mình vào cơ hội thuận tiện đầu tiên có được. Sáng ngày 21 tháng 6, Hạm đội Anh rời Scapa Flow tiến hành thực tập huấn luyện; và đến 11 giờ 20 phút Reuter truyền mệnh lệnh này đến các con tàu của mình. Friedrich der Große lật úp và chìm lúc 12 giờ 16 phút; nó được cho trục vớt rồi được tháo dỡ vào năm 1936, công việc hoàn tất vào ngày 29 tháng 4 năm 1937.
Ngày 30 tháng 8 năm 1965, Anh Quốc hoàn trả chiếc chuông của con tàu trở về Đức trên chiếc tàu frigate Scheer. Nó hiện đang được đặt tại Bộ chỉ huy Hạm đội của Hải quân Đức tại Glücksburg.